# 布赖斯
布赖斯（英語：Brice），是一个美國村庄，位於俄亥俄州富兰克林县。根據2010年的人口普查，當地人口為114人。
根据美国人口普查局，该村庄的总面积为0.10平方英里（0.26平方）。
- 2010年人口普查

- 根據2010年人口普查，當地人口為114人，有41個家庭，其中27个家庭居住在村里。
- 當地人口中有36.6%的儿童年龄在18岁以下，43.9%的人口是已婚夫妇。